# Alfred Wachholz
Die Alfred Wachholz (Elbe 27) ist ein ehemaliges Hafenstreifenboot der Wasserschutzpolizei Hamburg und heute Museumsschiff in Hamburg.

## Geschichte
Die Barkasse wurde 1959 als Wasserschutzpolizei 27 unter der Baunummer 416 auf der Schiffswerft Ernst Menzer in Hamburg-Bergedorf als eines von zehn typgleichen Einheiten für die Wasserschutzpolizei Hamburg gebaut. Die von Dieselmotoren angetriebenen Barkassen, die teilweise unterschiedlich ausgestattet waren, ersetzten bis dahin eingesetzte Dampfbarkassen.
Die Wasserschutzpolizei 27 wurde an verschiedenen Wasserschutzpolizeirevieren im Hamburger Hafen und auf der Elbe bis Lauenburg oberhalb von Hamburg eingesetzt.
Im Laufe ihrer Dienstzeit bei der Wasserschutzpolizei wurde die Barkasse zum Radar-Schulungsboot der Wasserschutzpolizeischule Hamburg umgebaut. Im Juni 1992 wurde sie außer Dienst gestellt und kam 1993 als Museumsschiff Alfred Wachholz wieder in Fahrt. Die Barkasse kann bis zu 20 Passagiere befördern.

## Technische Daten
Die Barkasse wird von einem Achtzylinder-Dieselmotor des Herstellers MWM mit einer Leistung von 173 kW angetrieben. Der Motor wirkt auf einen Verstellpropeller. Die Barkasse erreicht eine Geschwindigkeit von 11 kn.